# Isla Zaya Nurai
La  Isla Zaya Nurai (en árabe: منتجع جزيرة زايا نوراي) es el nombre que recibe una isla privada ubicada en el Emirato de Abu Dabi, unos de los 7 divisiones admistrativas en las que se divide el país asiático de los Emiratos Árabes Unidos. Posee una superficie estimada en 43 hectáreas o 0,43 kilómetros cuadrados.
La isla se ubica en el Golfo Pérsico y posee lujosas instalaciones que incluyen una playa privada y hotel de 5 estrellas. En el lugar destacan las Villas de Lujo con vista al Mar, algunas con patio privado. Incluye además instalaciones para tenis y muelles.
El complejo está al oeste de la Isla de Ras Ghurab y al noroeste de la isla Ba Al Ghaylam (جزيرة بالغيلم) y al norte de Saadiyat y la Isla Al Jubail. El viaje desde Saadiyat toma unos 12 minutos y 1 hora desde el Emirato de Dubái.
El Resort en la isla fue abierto al público en el año 2015.
Desde agosto de 2020, el rey emérito Juan Carlos I reside en la isla tras su abdicación. Después de haberse mantenido oculto su paradero, la revelación ha suscitado la polémica debido a sus problemas con la justicia.